# Tropaia Drousou

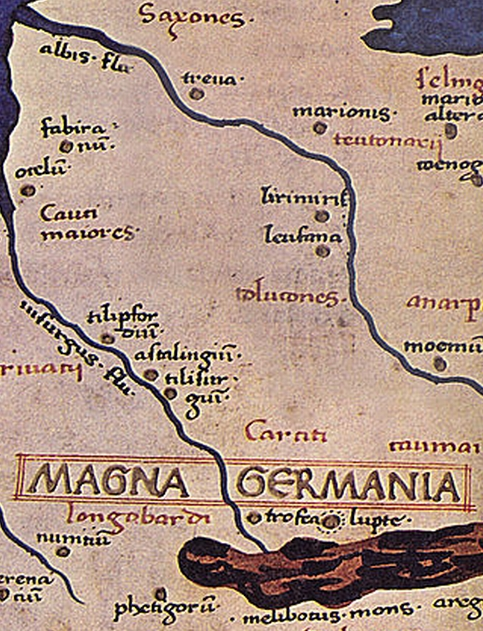
Lage von Tropea Drusi in der Karte des Ptolemäus

Tropaea Drusi (Τρόπαια Δρούσου) ist ein Ortsname, der im von Ptolemäus um das Jahr 150 erstellten Atlas Geographia erwähnt wird. Sehr wahrscheinlich handelt es sich um das Siegesdenkmal, welches Drusus auf dem letzten der nach ihm benannten Feldzügen im Jahr 9 v. Chr. errichten ließ.
Bisher konnte der Ort nicht lokalisiert werden. Ein interdisziplinäres Forscherteam um Andreas Kleineberg, das die Angaben von Ptolemäus neu untersuchte und interpretierte, glaubt Tropaea Drusi im Gebiet des heutigen Halberstadt in Sachsen-Anhalt verorten zu können.